# Cheke holo
Pour les articles homonymes, voir Holo.
Le cheke holo (ou a’ara ou holo ou kubonitu) est une langue parlée aux Salomon par 10 800 locuteurs (dont 1 500 monolingues), dans l’est de l’île Santa Isabel, du côté de Maringe et dans différents villages éparpillés dans le district de Kia et la région de Gao-Bughotu. Les deux dialectes principaux sont le maringe (ou maringhe) et le hograno (ou hogirano). C’est une langue véhiculaire commerciale. Elle est reconnue avec le bughotu comme une des principales langues de l’île.
Elle appartient aux langues océaniennes, plus précisément à la branche des langues du nord-ouest des Salomon (en) (auparavant classées parmi les langues de Nouvelle-Irlande).